# Латронш
Латро́нш (фр. Latronche, окс. La Troncha) — коммуна во Франции, находится в регионе Лимузен. Департамент — Коррез. Входит в состав кантона Лапло. Округ коммуны — Тюль.
Код INSEE коммуны — 19110.
Коммуна расположена приблизительно в 400 км к югу от Парижа, в 100 км юго-восточнее Лиможа, в 37 км к востоку от Тюля.

## Население
Население коммуны на 2008 год составляло 132 человека.
| 1962 | 1968 | 1975 | 1982 | 1990 | 1999 | 2008 |
| ---- | ---- | ---- | ---- | ---- | ---- | ---- |
| 157  | 187  | 167  | 140  | 123  | 154  | 132  |

## Администрация
| Период | Период | Фамилия         | Партия                  | Примечания |
| ------ | ------ | --------------- | ----------------------- | ---------- |
| 2001   | 2008   | Макс Руссель    |                         |            |
| 2008   |        | Доминик Мьермон | Социалистическая партия |            |

## Экономика

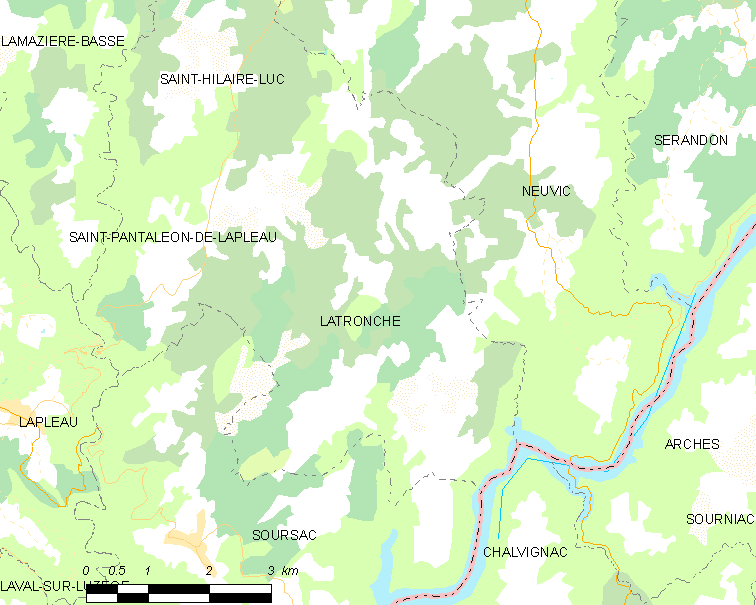
Карта коммуны

В 2007 году среди 71 человека в трудоспособном возрасте (15-64 лет) 46 были экономически активными, 25 — неактивными (показатель активности — 64,8 %, в 1999 году было 59,3 %). Из 46 активных работали 41 человек (23 мужчины и 18 женщин), безработных было 5 (4 мужчин и 1 женщина). Среди 25 неактивных 7 человек были учениками или студентами, 12 — пенсионерами, 6 были неактивными по другим причинам.